# راه آبی ابریشم
راه آبی ابریشم فیلمی ایرانی به کارگردانی و نویسندگی محمد بزرگ‌نیا و تهیه‌کنندگی حسن بشکوفه است که در سال ۱۳۹۰ اکران شد. این فیلم یکی از پرهزینه‌ترین فیلم‌های تاریخ سینمای ایران است که داستان آن در مقطع زمانی قرن چهارم هجری می‌گذرد و اوج تاریخ دریانوردی ایران را به تصویر می‌کشد. این فیلم در ۲۷ مهر ۱۳۹۰ در سینماهای ایران اکران شد.

## خلاصه فیلم
هزار سال پیش یک ناخدای ایرانی به نام سلیمان تصمیم می‌گیرد برای اولین بار مال‌التجاره با ارزشی را از بندر سیراف و با عبور از میانه اقیانوس هند به بندر خانفو در کشور چین برساند و در این سفر که از خلیج فارس آغاز می‌شود، اتفاقات مختلفی رخ می‌دهد.

## بازیگران
| بازیگر          | نقش                |
| --------------- | ------------------ |
| بهرام رادان     | شاذان ابن یوسف     |
| داریوش ارجمند   | ناخدا سلیمان سیراف |
| رضا کیانیان     | ناخدا ادریس        |
| پگاه آهنگرانی   | ماهورا             |
| پیام دهکردی     | مرداس              |
| عزت‌الله انتظامی | برده فروش          |
| مهدی میامی      | قیس                |

## ساخت
این فیلم که در سه کشور ایران، تایلند و چین ساخته از جمله پروژه‌های بزرگ سینمای ایران محسوب می‌شد که اکران آن با شکست مواجه شد، اما مورد توجه منتقدان قرار گرفت.هزینه ساخت این فیلم توسط کارگردان آن ۶ میلیارد تومان اعلام شده بود.

## جوایز
- جایزه شمشیر نقره‌ای بهترین فیلم - جشنواره بین‌المللی فیلم‌های تاریخی و نظامی ورشو ۲۰۱۴
- برنده تندیس بهترین جلوه‌های ویژه میدانی (نجف فتاحی) - جشن خانه سینما ۱۳۹۰
- برنده سیمرغ بلورین بهترین فیلم از نگاه ملی (محمد بزرگ‌نیا) - جشنواره فیلم فجر (بخش سینمای ایران) ۱۳۸۹
- برنده سیمرغ بلورین بهترین جلوه‌های ویژه رایانه‌ای (امیررضا معتمدی) - جشنواره فیلم فجر (بخش سینمای ایران) ۱۳۸۹
- برنده سیمرغ بلورین بهترین فیلمبرداری (بهرام بدخشانی) - جشنواره فیلم فجر (بخش سینمای آسیا) ۱۳۸۹
- برنده سیمرغ بلورین بهترین دستاورد هنری و فنی (پروین صفری) - جشنواره فیلم فجر (بخش سینمای آسیا) ۱۳۸۹